# Von Wallvijk
von Wallvijk var en svensk adelsätt som tidigare hette Wallvik, och som har gemensamt ursprung med ätten Stiernvall.
Ätten är så kallad bergsadel. Dess stamfader Claës Ericsson var bergsman i Stora Kopparberget och befallningsman vid Salbergs län. Hans andra hustru, Elisabeth Tersera var dotter till prosten Elaus Terserus i Leksand och dennes första hustru Anna Svinhufvud i släkten Svinhufvud. Deras barn upptog namnet Wallvik. En av deras söner, Jöns Claësson Wallvik (1631-1691) blev efter ett hyllat tal till Karl XI under dennes visit till Falun 1673, utsedd till assessor i Svea hovrätt, men undanbad sig adelskap. Jöns Wallvik var från 1662 gift med Magdalena Rudbeckia, som var dotter till Nicolaus Johannis Rudbeckius och Catharina Nenzelia, vars mor var syster till Israel Noræus. Sexton barn föddes i det äktenskapet, och paret har många ättlingar. Dottern Magdalena var hustru till Torsten Rudeen och adlades Rudenschöld med sina barn. Hennes syster Elsa blev stammoder för Värmlandssläkten Chenon, och en dotterson till henne var Henric Bratt d.y. Deras yngste bror Erik blev adlad med namnet Stiernvall.
En annan bror, Johan (1673-1748), var kammarrevisionsråd, och adlades år 1718 på namnet von Wallvijk. Ätten introducerades året därefter på nummer 1551. Hans hustru Christina Regina Danckwardt-Lilljeström var dotter till en överste och Magdalena Christinernin och var avlägset släkt med honom. De fick sju barn. Dottern Elisabeth gifte sig med Fredrik von Quanten, och hennes syster Christina Regina var först gift med en friherre Creutz och sedan med Abraham Magni Sahlstedt. Deras yngste bror Carl von Wallvijk var fänrik men avled barnlös. En äldre bror, Nils Fredrik, var major men likaså barnlös.
Den näst äldste sonen, Jean von Wallvijk var riksråd, och upphöjdes först till friherre (1770) och sedan till greve (1771) dock utan att introduceras i någondera värdigheten, och barnlös slöt han sin grevliga ätt.
Ätten fortlevde på svärdssidan med den äldste sonen Claës Jacob von Wallvijk som var lagman och gift med Christina Schönberg. Dessa fick två söner, varav den äldsta dog späd. Den andre, Claës Jacob von Wallvijk d.y., var löjtnant men slöt ätten 1792.